# Ayenia cordifolia
Ayenia cordifolia là một loài thực vật có hoa trong họ Cẩm quỳ. Loài này được Sessé ex DC. mô tả khoa học đầu tiên năm 1824.